# Perlin
Pour les articles homonymes, voir Perlin (homonymie).
Perlin est une municipalité allemande du land de Mecklembourg-Poméranie-Occidentale et l'arrondissement du Mecklembourg-du-Nord-Ouest. En 2013, elle comptait 365 habitants.